# Nashorn (САУ)

Nashorn (пер. «носоріг», тр. «На́сгорн») або Hornisse (пер. «шершень», тр. «Горні́ссе») — німецький винищувач танків періоду Другої світової війни, середня за масою. Була створена паралельно із САУ «Hummel» у 1942 році. Випускалася на базі середнього танка Pz-IV із широким використанням деталей танку Pz-III. Призначалася для боротьби з важкими танками противника.
Повна назва: 8.8 cm PaK 43/1 auf Geschützwagen III/IV (Sf). Також відомий як Sd. Kfz. 164.

## Історія створення
Після вторгнення на територію Радянського Союзу і зіткнення танкових частин вермахту з радянськими Т-34 і KB навіть самим оптимістично налаштованим німецьким керівникам стало ясно, що матеріальна частина непереможних «панцерваффе» значно поступається новим радянським танкам. Часом грубо, але краще озброєна і захищена, оснащена дизельним двигуном, радянська бронетехніка в 1941 році панувала на полі бою. Коли останні надії на бліцкриг розсіялися, німецькі інженери взялися за роботу, спішно доводячи до серійного виробництва перспективні дослідні машини. В зв'язку з цим, вермахт мав широку потребу в якомога більшій кількості винищувачів танків, тому керівництво військ дало замовлення на проект нового винущувача танків. Одним із проектів стала адаптація самохідного лафета, який спочатку розроблявся для установки на ньому потужної 150-мм польової гаубиці sFH 18. Називався цей самохідний лафет — Geschtitzwagen III/IV, так як машина базувалася на шасі середнього танка Pz-IV з використанням великої кількості вузлів танка Pz-III. В результаті об'єднання самохідного лафета з 88-мм довгоствольною гарматою Рак 43 на світ з'явилася протитанкова САУ. Машина почала надходити у війська в 1943 році і спочатку називалася «Hornisse» (Шершень), але з 1944 року її офіційною назвою стало «Nashorn» (Носоріг).

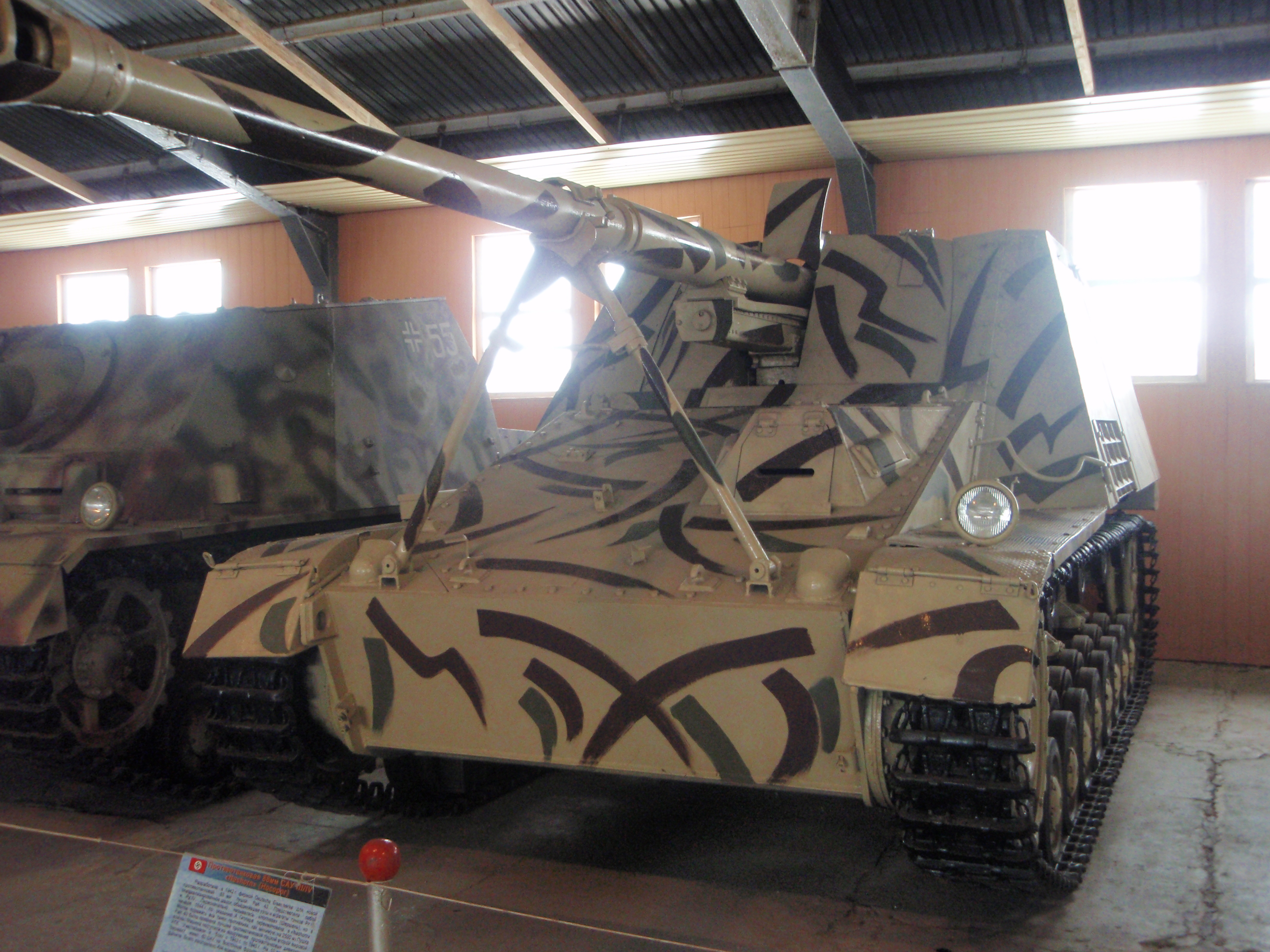
САУ «На́схорн» в Бронетанковому музеї в Кубинці.

Випускаючись з лютого 1943 р., САУ встигла до літнього наступу. «Насхорн» поставлялися в окремі винищувально-протитанкові підрозділи, які виконували роль «пожежних команд», які командування кидало з однієї ділянки фронту на інший — туди, де проривалися радянські танки. Було лише один замовлення на 500 одиниць даного виробу, і виробники виконали це замовлення практично в повному обсязі, випустивши 494 установки до березня 1945 року, коли німецька промисловість була повністю реорганізована в марній спробі запобігти неминучий кінець гітлерівського рейху.

## Опис конструкції
Особливістю цієї САУ було розміщення двигуна і трансмісії в передній частині корпусу в безпосередній близькості до ведучого колеса. Бойове відділення зміщувалося до корми і було дуже просторим, що в свою чергу дозволяло розмістити в рубці озброєння досить великого калібру, в тому числі і потужну протитанкову гармату. Однак і останню теж довелося проектувати заново.

### Гусенична база
Гусенична база (уніфікований самохідний лафет) нової САУ була розроблена в 1942 році фірмою «Дойче Айєнверке» з використанням стандартних вузлів ходових частин широко поширених у військах танків PzKpfw III і PzKpfw IV. Дане шасі під назвою «Geschutzwagen III/IV» замислювалася як багатоцільова база для цілого сімейства САУ: протитанкових, зенітних, артилерійських установок вогневої підтримки і.т.д.

### Корпус і броньовий захист
На вимогу управління озброєнь компанія «Алкетт-Борзінгвальде» розробила корпус тієї ж ширини, що і бронекорпус танка PzKpfw III (тобто ширше, ніж у танка PzKpfw IV).
Броня самохідки була протикульною і її товщина не перевищувала 30-мм.

### Двигун
САУ «Nashorn» оснащувалася 12-циліндровим бензиновим двигуном «Майбах» HL120TRM. V-подібний карбюраторний двигун з розвалом циліндрів в 60 градусів мав робочий об'єм в 11 867 cm³ і розвивав максимальну потужність в 300 к.с. при 3 000 об / хв. Двигун монтувався в центральній частині корпусу САУ, а «настил» над ним був максимально посилений для того, щоб без проблем розмістити артилерійську гармату поблизу центра ваги установки.
Паливо розміщувалося в 2-х баках сумарним об'ємом в 600 літрів. Баки були розміщені під днищем бойового відділення, а їх заливальні горловини були розташовані всередині бойового відділення. Таким чином, дозаправку пальним можна було здійснювати навіть під вогнем противника. Також в днищі корпусу знаходилися спеціальні зливні отвори, які повинні були в разі аварійних ситуацій виводити паливо з корпусу САУ. Дані пристрої закривалися екіпажем лише в разі форсування водних перешкод вбрід.

### Озброєння
Головним озброєнням самохідки була гармата 8,8 cm Pak 43/1 (L/71). Вона встановлювалася в рубці САУ разом з верхньою частиною лафету і мала довжину ствола в 71 калібр. Конструктивно гармата була аналогічна буксируваному варіанту, але форма гарматного щита була округлена для того, щоб забезпечити можливість повороту гармати всередині рубки. З боків гармати знаходилися спеціальні контрбалансувальні циліндри. У вертикальній площині гармата мала кути наведення від -5 до +20 градусів. Сектор горизонтального наведення становив 30 градусів (по 15 градусів в обидві сторони).
Основна частина боєкомплекту, який складався з 40 снарядів, була розташована в стелажах бойового відділення по бортах рубки. У навідника в розпорядженні було кілька прицільних пристосувань, в тому числі і панорамний артилерійський приціл. Для самооборони на САУ використовувався кулемет MG-34, також у екіпажу було не менше двох пістолетів-кулеметів MP-40.

### Екіпаж
Екіпаж САУ складався з 5 чоловік. Попереду корпусу в ізольованій рубці перебував механік-водій, 4 члени розрахунку, включаючи командира, знаходилися в бойовому відділенні рубки. Спереду, ззаду і з боків вони були прикриті тонкими бронелистами. Зверху рубка була відкритою, при необхідності на неї міг натягатися брезент.

## Бойове застосування
560-й важкий дивізіон винищувачів танків, брав участь в операції «Цитадель» у складі 42-го армійського корпусу і навіть не втратив жодної самохідки безповоротно. Батареї дивізіону підтримували дії 39-ї, 161-ї і 282-ї піхотних дивізій Вермахту. Але вже в серпні бойові втрати 560-го окремого дивізіону склали 14 машин, з них кілька САУ в якості трофеїв дісталося радянським військам. На заповнення втрат прибуло: п'ять машин — 3 вересня, п'ять — 31 жовтня і п'ять — 28 листопада Останнє поповнення матеріальної частини — чотири самохідки — відбулося 3 лютого 1944 року.
До кінця 1943 року за даними штабу 560-го дивізіону екіпажі САУ частини за весь час бойової діяльності знищили 251 танк супротивника.

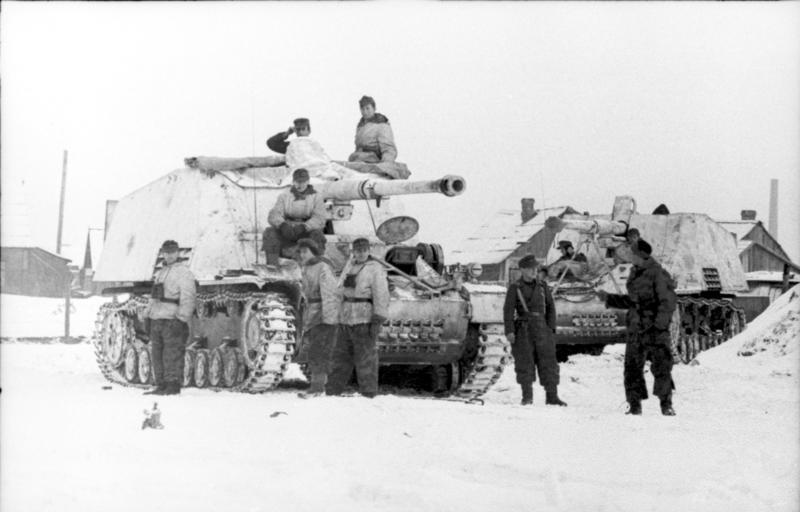
Nashorn на Східному фронті, 1944

4 лютого 1944 року дивізіон отримав наказ максимально швидко відійти в тил, звідки його б могли перекинути в Мілу для переозброєння новими САУ — «Ягдпантера». Згідно рапорту від 1 березня 1944 року бойові втрати частини за період дії в складі 57-го танкового корпусу склали 16 самохідок «Nashorn». В кінці квітня 560-й дивізіон був повністю переозброєний винищувачами танків «Ягдпантера».
В оборонних боях на схід від Орла з 11 по 27 липня 1943 року брала участь 521-а батарея 655-го дивізіону винищувачів танків. 27 серпня бойовий досвід підрозділу був узагальнений в спеціальному звіті.
До початку участі в бойових діях в батареї було 4 офіцери, 28 унтер-офіцерів, 188 солдатів, 13 важких САУ Sd.Kfz.l64 «Хорніссе», три зенітні установки «Flak-Vierling». Цей підрозділ входив до складу 34-го армійського корпусу групи армій «Центр», а з 11 по 27 липня 521-а батарея брала участь в бойових діях.
За два тижні боїв самохідками були знищені: один танк КВ-2, 19 танків KB-1, один танк американського виробництва М3 «Генерал Лі», 30 танків Т-34, один танк Т-60, п'ять танків Т-70, одна реактивна система залпового вогню на гусеничному шасі, три вантажівки, один танк «Матильда II» виведений з ладу.
Німецькі втрати матеріальної частини склали два винищувачі танків «Хорніссе», один «Маультір» і Kfz.l. Убито одного командир машини і одного навідника, ще один командир машини пропав безвісти; поранені двоє офіцерів, шість унтер-офіцерів і 20 солдатів.
Для самохідних установок типу «Хорніссе» ефективніше в бою був наступний тактичний прийом: САУ Sd.Kfz.164 повинна діяти з замаскованих укриттів, відбиваючи наступ танків противника.

## Перейменування САУ «Хорніссе» в «Насхорн»
Вперше ідея про перейменування Sd.Kfz.l64 з'явилася у Гітлера 29 листопада 1943 року. 1 лютого 1944 року нова назва самохідки згадується вже в документах головного командування вермахту, а 27 лютого — в наказах головного командування сухопутних військ.
Однак ще влітку 1944 року в офіційному листуванні присутня і стара назва — «Шершень» («Хорніссе») і тільки з вересня 1944 року нове позначення — максимально конкретизоване — «Насхорн» (раніше «Хорніссе») було повсюдно впроваджено в документообіг.
Мотивація подібного перейменування до кінця не зовсім зрозуміла. Можливо, в німецькій мові «Носоріг» звучить куди грізніше, ніж «Шершень»; можливо, що весь «підклас» нових типів танків і САУ педантичні німці хотіли ідентифікувати тільки з ссавцями. Можливий і третій варіант: САУ " Хорніссе "повинні були оснащуватися 88-мм гарматою Рак43, але на практиці це так до кінця і не відбулося. але як би там не було, «реінкарнація» завершилася: до вересня 1944 року в вермахті з'явилася «нова — стара» самохідна гармата — Sd.Kfz.164 «Насхорн».

## Оцінка проекту
Дивізіони, озброєні цією САУ володіли високою мобільністю і, незважаючи на слабкий бронезахист екіпажу, часто не мали потреби в підтримці танків. Крім цього з їх появою піхотні частини вермахту отримували в своє розпорядження мобільні і краще захищені (в порівнянні з польовими протитанковими гарматами) засоби протитанкової оборони і вогневої підтримки. Найчастіше ці протитанкові САУ використовувалися побатарейно, рідко на одній ділянці фронту можна було зустріти всю частину цілком, відбувалося це тільки в екстраординарних випадках. Найбільшою ефективності, будучи наймогутнішим вогневим засобом при стрільбі прямою наводкою на дистанції до 3,5 км, САУ домагалися при включенні до складу дивізіону взводу зв'язку і спостереження, який повинен був своєчасно виявити противника і оповістити про це екіпажі.
Найчастіше при взаємодії з танками САУ слідували за їх бойовими порядками дещо віддалено і прагнули вражати САУ і танки противника із засідок і заздалегідь обраних позицій. Також їх часто використовували в ролі рухомого протитанкового резерву, склад і сила якого змінювалися, виходячи з обстановки. В цілому вони служили комбінованим засобом оборони і атаки, як у взаємодії з танковими, так і з піхотними частинами вермахту. По суті, екіпажі ПТ-САУ «Nashorn», витримуючи певну дистанцію бою, мали можливість здійснювати різні бойові завдання, швидко переходячи від одного тактичного прийому до іншого. Вони могли атакувати з засідки, використовувати метод «вдарив-відступив», здійснювати прикриття помилкового відступу та інше.